# Michaił Garnik
Michaił Garnik (ur. 23 stycznia 1974 w obwodzie karagandyjskim) – kazachski wioślarz.

## Osiągnięcia
- Mistrzostwa Świata – Mediolan 2003 – dwójka podwójna – 25. miejsce[1].
- Mistrzostwa Świata – Poznań 2009 – dwójka podwójna – 17. miejsce[1].